# Krista Guloien
Krista Guloien (New Westminster, 20 marzo 1980) è una canottiera canadese, vice-campionessa olimpica nell'otto a Londra 2012.

## Biografia
Ha rappresentato il Canada ai Giochi olimpici estivi di Pechino 2008, classificandosi 8ª nel quattro di coppia, con Janine Hanson, Anna-Marie de Zwager e Rachelle De Jong-Viinberg.
Ai mondiali di Cambridge 2010 e Bled 2011 ha conquistato l'argento nell'otto.
Ha fatto la sua seconda apparizione olimpica a Londra 2012, dove ha vinto la medaglia d'argento nell'otto con Natalie Mastracci, Janine Hanson, Rachelle De Jong-Viinberg, Lauren Wilkinson, Ashley Brzozowicz, Darcy Marquardt, Andréanne Morin, Lesley Thompson-Willie.

## Palmarès
- Giochi olimpici

Londra 2012: argento nell'otto;
- Mondiali

Cambridge 2010: argento nell'otto;
Bled 2011: argento nell'otto;